# Monastyr Probota

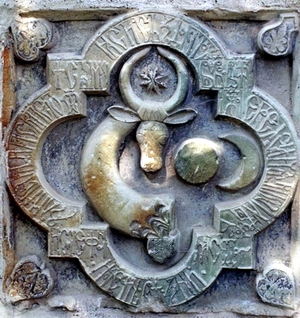
Herb Mołdawii na bramie monastyru

Monastyr Probota – obronny monastyr z malowaną cerkwią pod wezwaniem św. Mikołaja znajdujący się w miejscowości Probota w Rumunii. Cerkiew monastyru wraz z innymi malowanymi cerkwiami północnej Mołdawii wpisana jest na listę światowego dziedzictwa UNESCO. 
Pierwsze założenie klasztorne w tym miejscu zostało wzniesione być może już na przełomie XIV i XV w., a następnie odnowione przez hospodara Stefana Wielkiego, który początkowo planował utworzyć tutaj nekropolię swoich rodziców. Ostatecznie plany te nie zostały zrealizowane. Istniejące dzisiaj budynki są efektem fundacji syna Stefana Wielkiego, hospodara Piotra Raresza, który ustanowił tu nekropolię swojej rodziny (został tu pochowany sam Piotr Raresz, jego żona Elena oraz syn Stefan). 
Cerkiew, stanowiąca centrum monastyru została zbudowana z fundacji Piotra Raresza w 1530. Trójkonchowa, zwieńczona wieżą wznoszącą się nad nawą, składa się z czterech pomieszczeń: nawy, przednawia, komory grobowej oraz przedsionka. Zbudowana zgodnie z mołdawskimi wzorcami, wyróżnia się zamknięciem zachodnim, gdzie znajdują się cztery duże okna o gotyckiej kamieniarce. 
W 1532 cerkiew została ozdobiona malowidłami wewnętrznymi i zewnętrznymi. Była jedną z pierwszych cerkwi bukowińskich ozdobionych monumentalnymi freskami z zewnątrz; można przypuszczać, że ich program ikonograficzny opracował ówczesny igumen monastyru w Probota, bliski współpracownik hospodara, późniejszy metropolita Mołdawii Grzegorz. Malowidła zewnętrzne są w dużym stopniu zniszczone wskutek warunków atmosferycznych, wciąż jednak nieźle widoczne są sceny akatystu czy drzewo Jessego. Wewnątrz na szczególną uwagę zasługuje przedstawiony na wschodniej ścianie przedsionka (a nie jak zazwyczaj na zachodniej fasadzie cerkwi) Sąd Ostateczny, zajmujący także kolebkowe sklepienie przedsionka (przez co nabiera trójwymiarowego charakteru), a także obraz wotywny w nawie przedstawiający fundatora z rodziną. 
W 1550 synowie Piotra Raresza zbudowali mury obronne monastyru oraz rezydencję hospodarską wewnątrz niego.
W 1959 doszło do kasaty tutejszego zgromadzenia zakonnego, mniszki powróciły tu po upadku reżimu komunistycznego, w 1990.